# عصيفيات

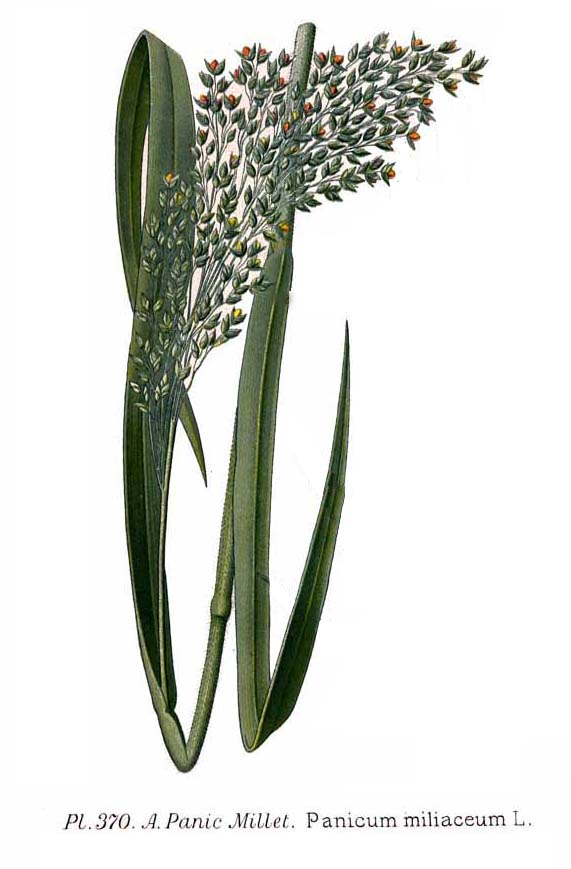
ذيل الثعلب الإيطالي

العصيفيات (الاسم العلمي:Glumaceae) هو اسم وصفي في علم النبات. كان يستخدم في نظام بنثام وهوكر (بالإنجليزية: Bentham & Hooker system)‏ (مجلد عام 18839) للدلالة على رتبة من النباتات المزهرة. هذه الرتبة تكونت من الفصائل التالية:
- رتبة العصيفات
  - الفصيلة النجيلية
  - الفصيلة السعدية
  - الفصيلة الرستيونية
  - فصيلة Eriocauleae
  - فصيلة Centrolepideae

وضع نظام المجموعة الثانية لعلم تطور سلالات مغطاة البذور (بالإنجليزية: Angiosperm Phylogeny Group II system)‏ فصيلة العشب (النجيلية) ضمن رتبة القبئيات (الاسم العلمي:Poales). و من الأسماء الأخرى لرتبة التي تضم فصيلة العشب 
- عصيفيات الأزهار (الاسم العلمي:Glumiflora) و
- النجيليات (الاسم العلمي:Graminales)